# Nadaillac
Ne doit pas être confondu avec Nadaillac-de-Rouge, commune du Lot
Nadaillac est une commune française située dans le département de la Dordogne, en région Nouvelle-Aquitaine.

## Géographie

### Généralités
Nadaillac est la commune la plus orientale de la Dordogne, en Périgord noir. C'est une commune rurale qui fait partie de l'aire d'attraction de Brive-la-Gaillarde.
Son sol calcaire est planté d'arbres truffiers (très prospère au début du XIXe siècle).
À l'intersection des routes départementales (RD) 63 et 63E1, le bourg de Nadaillac est situé, en distances orthodromiques, douze kilomètres au sud-est du centre-ville de Terrasson-Lavilledieu et dix-huit kilomètres à l'est de celui de Montignac-Lascaux.
La commune est également desservie par la RD 60

### Communes limitrophes
Nadaillac est limitrophe de sept autres communes dont deux en Corrèze et une dans le Lot. Au sud-ouest, son territoire est éloigné d'environ 620 mètres de celui de Paulin.
| La Dornac | Les Coteaux Périgourdins | Chartrier-Ferrière (Corrèze) |
| Jayac     | Nadaillac                | Estivals (Corrèze)           |
|           | Borrèze                  | Gignac (Lot)                 |

### Géologie et relief

#### Géologie
Situé sur la plaque nord du Bassin aquitain et bordé à son extrémité nord-est par une frange du Massif central, le département de la Dordogne présente une grande diversité géologique. Les terrains sont disposés en profondeur en strates régulières, témoins d'une sédimentation sur cette ancienne plate-forme marine. Le département peut ainsi être découpé sur le plan géologique en quatre gradins différenciés selon leur âge géologique. Nadaillac est située dans le deuxième gradin à partir du nord-est, un plateau formé de roches calcaires très dures du Jurassique que la mer a déposées par sédimentation chimique carbonatée, en bancs épais et massifs.
Elle est dans le causse de Terrasson qui concerne quelques communes, au sud de Terrasson-Lavilledieu, sur les coteaux en rive gauche de la Vézère.
Les couches affleurantes sur le territoire communal sont constituées de formations superficielles du Quaternaire datant du Cénozoïque et de roches sédimentaires du Mésozoïque. La formation la plus ancienne, notée j2-3(Bz), date du Bajocien moyen au Bathonien inférieur, composée de calcaires micritiques et sublithographiques à oncolithes et de stromatolithes en alternance avec des niveaux de marnes noires en bancs réguliers. La formation la plus récente, notée CFvs, fait partie des formations superficielles de type colluvions carbonatées de vallons secs : sable limoneux à débris calcaires et argile sableuse à débris. Le descriptif de ces couches est détaillé dans  les feuilles « no 784 - Terrasson » et « no 785 - Brive-la-Gaillarde » de la carte géologique au 1/50 000 de la France métropolitaine, et leurs notices associées,.

Carte géologique de Nadaillac.

#### Relief et paysages
Le département de la Dordogne se présente comme un vaste plateau incliné du nord-est (491 m, à la forêt de Vieillecour dans le Nontronnais, à Saint-Pierre-de-Frugie) au sud-ouest (2 m à Lamothe-Montravel). L'altitude du territoire communal varie quant à elle entre 197 mètres au nord-ouest, près de la fontaine du Roc, et 347 ou 351 mètres dans le sud-est, au nord-ouest du lieu-dit Souzet.
Dans le cadre de la Convention européenne du paysage entrée en vigueur en France le 1er juillet 2006, renforcée par la loi du 8 août 2016 pour la reconquête de la biodiversité, de la nature et des paysages, un atlas des paysages de la Dordogne a été élaboré sous maîtrise d’ouvrage de l’État et publié en octobre 2020. Les paysages du département s'organisent en huit unités paysagères,. La commune fait partie du Périgord noir, un paysage vallonné et forestier, qui ne s’ouvre que ponctuellement autour de vallées-couloirs et d’une multitude de clairières de toutes tailles. Il s'étend du nord de la Vézère au sud de la Dordogne (en amont de Lalinde) et est riche d’un patrimoine exceptionnel.
La superficie cadastrale de la commune publiée par l'Insee, qui sert de référence dans toutes les statistiques, est de 26,90 km2,,. La superficie géographique, issue de la BD Topo, composante du Référentiel à grande échelle produit par l'IGN, est quant à elle de 27,65 km2.

### Hydrographie

#### Réseau hydrographique
La commune est située dans le bassin de la Dordogne au sein du Bassin Adour-Garonne. Compte tenu de la nature karstique du sol, aucun cours d'eau permanent n'est répertorié sur la commune,.

#### Gestion et qualité des eaux

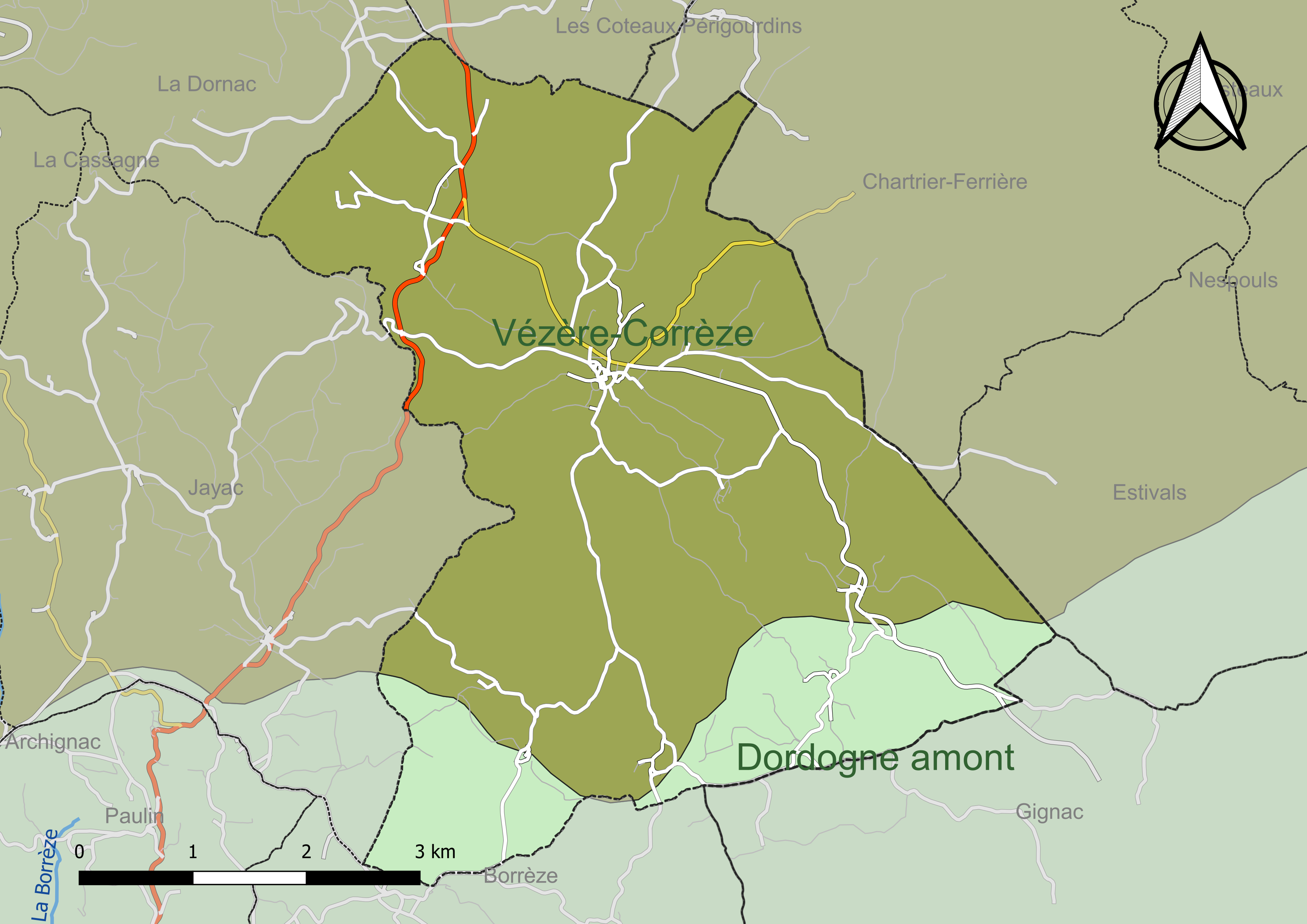
Carte des schémas d'aménagement et de gestion des eaux (SAGE) couvrant le territoire communal de Nadaillac.

Bien qu'aucun cours d'eau ne baigne la commune, celle-ci est néanmoins couverte par les schémas d'aménagement et de gestion des eaux (SAGE) « Dordogne amont » et « Vézère-Corrèze » pour les eaux de ruissellement et les eaux souterraines. Le SAGE « Dordogne amont », dont le territoire s'étend des sources de la Dordogne jusqu'à la confluence de la Vézère à Limeuil, d'une superficie de 9 700 km2 est en cours d'élaboration. La structure porteuse de l'élaboration et de la mise en œuvre est l'établissement public territorial de bassin de la Dordogne (EPIDOR). Le SAGE « Vézère-Corrèze », dont le territoire regroupe les bassins versants de la Vézère et de la Corrèze, d'une superficie de 3 730 km2 est en cours d'élaboration. La structure porteuse de l'élaboration et de la mise en œuvre est le conseil départemental de la Corrèze. Ils définissent chacun sur leur territoire les objectifs généraux d’utilisation, de mise en valeur et de protection quantitative et qualitative des ressources en eau superficielle et souterraine, en respect des objectifs de qualité définis dans le troisième SDAGE du Bassin Adour-Garonne qui couvre la période 2022-2027, approuvé le 10 mars 2022.
Au nord, plus de 80 % du territoire communal dépend du SAGE Vézère-Corrèze. Deux petites zones au sud-est et au sud-ouest, en limite de Jayac, Borrèze et Gignac, sont rattachées au SAGE Dordogne amont.

### Climat
Pour des articles plus généraux, voir Climat de la Nouvelle-Aquitaine et Climat de la Dordogne.
Historiquement, la commune est exposée à un climat océanique aquitain.  
En 2020, Météo-France publie une typologie des climats de la France métropolitaine dans laquelle la commune est exposée à un climat océanique altéré et est dans la région climatique  Ouest et nord-ouest du Massif Central, caractérisée par une pluviométrie annuelle de 900 à 1 500 mm, maximale en automne et en hiver.
Pour la période 1971-2000, la température annuelle moyenne est de 11,9 °C, avec  une amplitude thermique annuelle de 15,2 °C. Le cumul annuel moyen de précipitations est de 971 mm, avec 11,8 jours de précipitations en janvier et 7,4 jours en juillet. Pour la période 1991-2020, la température moyenne annuelle observée sur la station météorologique la plus proche, située sur la commune de Nespouls à 8 km à vol d'oiseau, est de 12,6 °C et le cumul annuel moyen de précipitations est de 836,4 mm,. Pour l'avenir, les paramètres climatiques de la commune estimés pour 2050 selon différents scénarios d’émission de gaz à effet de serre sont consultables sur un site dédié publié par Météo-France en novembre 2022.

### Milieux naturels et biodiversité
Nadaillac n'est pas mentionnée parmi les communes faisant partie de la zone naturelle d'intérêt écologique, faunistique et floristique (ZNIEFF) de type II Secteur forestier de Borrèze. Cependant, une vingtaine d'hectares au sud-ouest de la commune en fait néanmoins partie, comme le montre la carte du site.

## Urbanisme

### Typologie
Au 1er janvier 2024, Nadaillac est catégorisée commune rurale à habitat très dispersé, selon la nouvelle grille communale de densité à 7 niveaux définie par l'Insee en 2022.
Elle est située hors unité urbaine. Par ailleurs la commune fait partie de l'aire d'attraction de Brive-la-Gaillarde, dont elle est une commune de la couronne,. Cette aire, qui regroupe 80 communes, est catégorisée dans les aires de 50 000 à moins de 200 000 habitants,.

### Occupation des sols
L'occupation des sols de la commune, telle qu'elle ressort de la base de données européenne d’occupation biophysique des sols Corine Land Cover (CLC), est marquée par l'importance des forêts et milieux semi-naturels (50,9 % en 2018), une proportion sensiblement équivalente à celle de 1990 (51 %). La répartition détaillée en 2018 est la suivante : 
forêts (49,7 %), zones agricoles hétérogènes (48,9 %), milieux à végétation arbustive et/ou herbacée (1,2 %), prairies (0,1 %). L'évolution de l’occupation des sols de la commune et de ses infrastructures peut être observée sur les différentes représentations cartographiques du territoire : la carte de Cassini (XVIIIe siècle), la carte d'état-major (1820-1866) et les cartes ou photos aériennes de l'IGN pour la période actuelle (1950 à aujourd'hui).

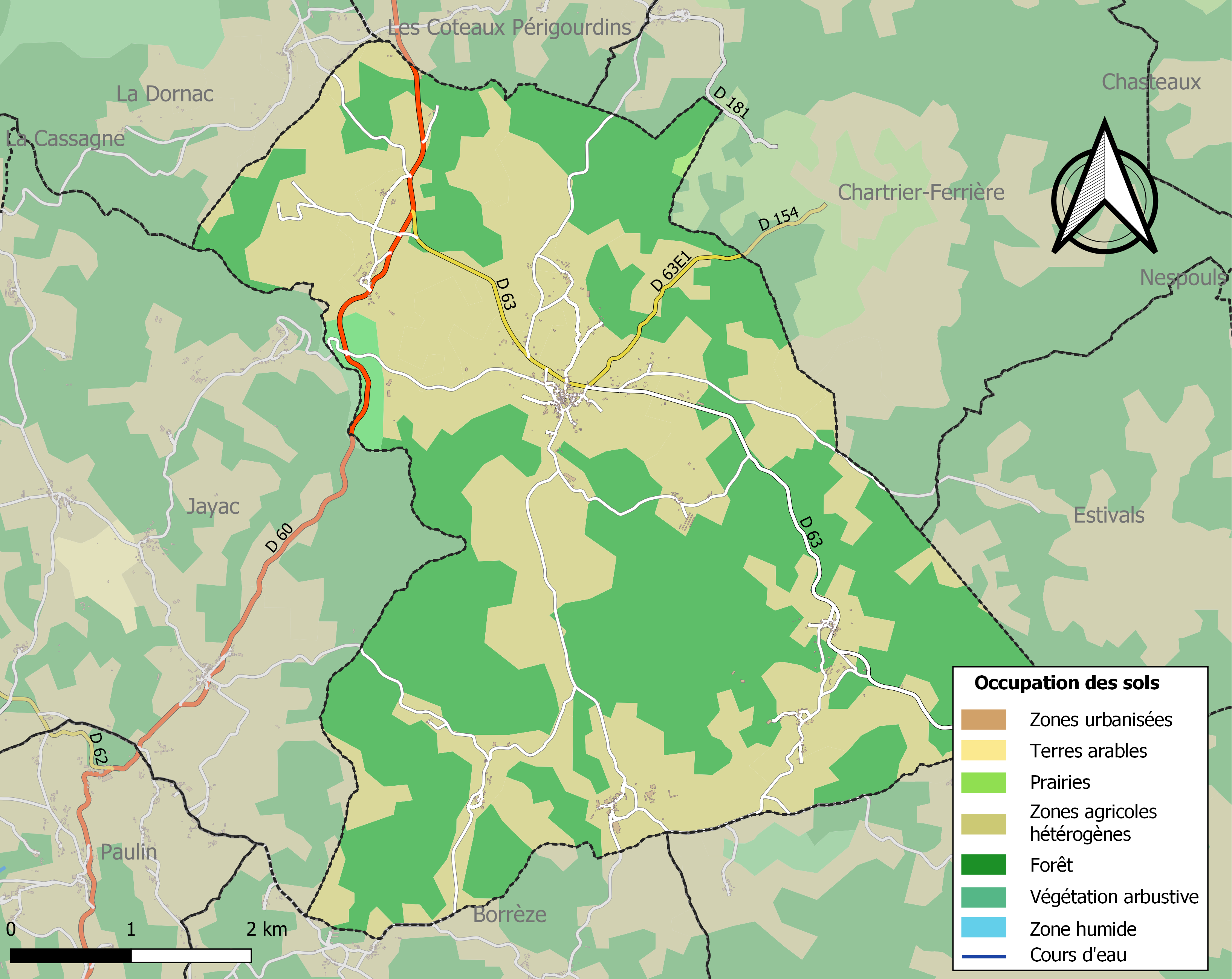
Carte des infrastructures et de l'occupation des sols de la commune en 2018 (CLC).

### Villages, hameaux et lieux-dits
Outre le bourg de Nadaillac proprement dit, le territoire se compose d'autres villages ou hameaux, ainsi que de lieux-dits :
- Bois de Fouret
- Bois de la Forêt
- Bois de Menissou
- Bois de Peyrissou
- Bois de Rouvès
- Combe Vieille
- Fontaine de la Belle
- Fontaine du Roc
- Gouffre de Leyge
- La Forêt
- La Pimaurie
- La Raymondie
- La Chambroisie (où se trouve la Chapelle Sainte-Marie-Madeleine de Chambrezès)
- La Vignotte
- Lafage
- Lalbat
- Le Bassel
- Le Bos
- Le Breuil
- Le Clédoux
- Le Faget
- Le Lacco
- Le Poustor
- Le Tilleul
- Le Verdier
- Le Vignal
- Les Arlins
- Les Bois
- Les Bois du Mons
- Les Boussuges
- Les Bouyges
- Les Campagnes
- Les Clauds
- Les Fargadoux
- Les Fontenilles
- Les Garennes
- Les Grangettes
- Les Millarets
- Les Pernégoux
- Les Places
- Les Salles
- Mas Del Sartre
- Mialodre
- Nadaillac
- Pech Buffet
- Pechgouyrand (parfois orthographié Pégouyras)
- Pichagne
- Pouille
- Roussel
- Rouvès
- Ségonfond
- Souzet

### Prévention des risques
Le territoire de la commune de Nadaillac est vulnérable à différents aléas naturels : météorologiques (tempête, orage, neige, grand froid, canicule ou sécheresse), feux de forêts et séisme (sismicité très faible). Un site publié par le BRGM permet d'évaluer simplement et rapidement les risques d'un bien localisé soit par son adresse soit par le numéro de sa parcelle.
Nadaillac est exposée au risque de feu de forêt. L’arrêté préfectoral du 14 mars 2013 fixe les conditions de pratique des incinérations et de brûlage dans un objectif de réduire le risque de départs d’incendie. À ce titre, des périodes sont déterminées : interdiction totale du 15 février au 15 mai et du 15 juin au 15 octobre, utilisation réglementée du 16 mai au 14 juin et du 16 octobre au 14 février. En septembre 2020, un plan inter-départemental de protection des forêts contre les incendies (PidPFCI) a été adopté pour la période 2019-2029,.
La commune a été reconnue en état de catastrophe naturelle au titre des dommages causés par les inondations et coulées de boue survenues en 1982 et 1999 et par des mouvements de terrain en 1999.

## Toponymie
Origine du nom : le mot provient d'un nom de personnage gallo-roman suivi de « acum », ce nom Natalius formé à partir du latin Natalis signifiant « natal ».
En occitan, la commune porte le nom de Nadalhac.

## Histoire

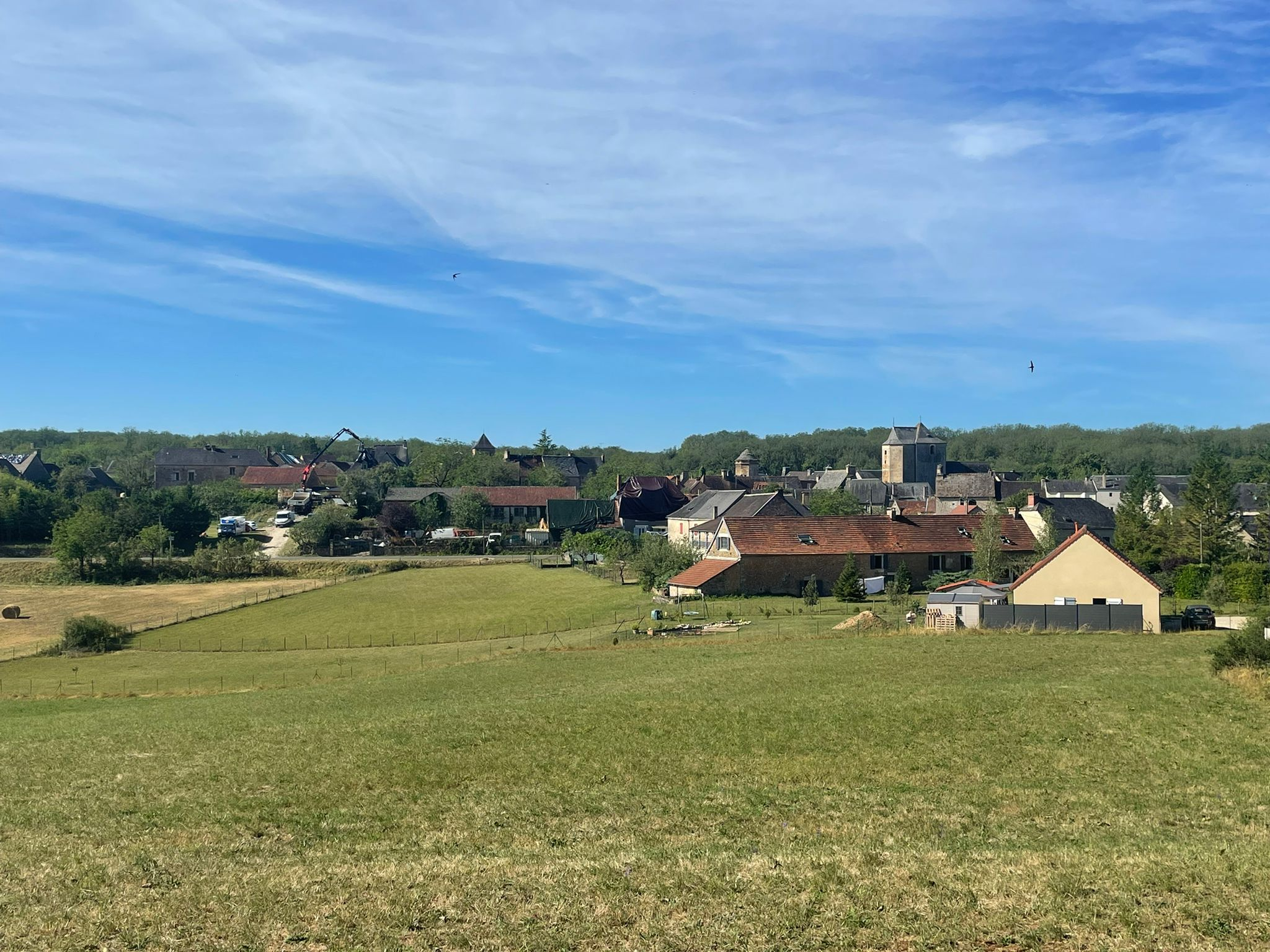
Vue de la commune, le 27 juin 2025.

Le 25 juin 2025, la commune est frappée par un violent orage, causant de nombreux dommages. Dès le lendemain, une cellule de crise est mise en place à la salle des fêtes du bourg, notamment avec les sapeurs-pompiers de la Dordogne.

## Politique et administration

### Rattachements administratifs
La commune de Nadaillac a, dès 1790, été rattachée au canton de la Cassagne qui dépendait du district de Montignac jusqu'en 1795, date de suppression des districts. Lorsque ce canton est supprimé par la loi du 8 pluviôse an IX (28 janvier 1801)  portant sur la « réduction du nombre de justices de paix », la commune est rattachée au canton de Salignac (devenu canton de Salignac-Eyvignes en 1965, puis renommé en canton de Salignac-Eyvigues en 2001), dépendant de l'arrondissement de Sarlat (devenu l'arrondissement de Sarlat-la-Canéda en 1965).
Fin 2009, Nadaillac intègre la communauté de communes du Salignacois. Celle-ci est dissoute au 31 décembre 2013 et remplacée au 1er janvier 2014 par la communauté de communes du Pays de Fénelon.

### Administration municipale
La population de la commune étant comprise entre 100 et 499 habitants au recensement de 2017, onze conseillers municipaux ont été élus en 2020,.

### Liste des maires
| Période                                  | Période   | Identité              | Étiquette | Qualité                             |
| ---------------------------------------- | --------- | --------------------- | --------- | ----------------------------------- |
| Les données manquantes sont à compléter. |           |                       |           |                                     |
|                                          |           |                       |           |                                     |
| mars 1953                                | mars 2001 | Jean Veysset          |           | Instituteur, puis directeur d'école |
| mars 2001                                | mars 2008 | François Veyssière    |           | Employé de banque                   |
| mars 2008 (réélu en juin 2020)           | En cours  | Jean-Claude Veyssière | SE        | Artisan électricien                 |

### Politique environnementale
Dans son palmarès 2024, le Conseil national de villes et villages fleuris de France a attribué une fleur à la commune.

## Équipements et services publics

### Justice
Dans le domaine judiciaire, Nadaillac relève : 
- du tribunal de proximité de Sarlat-la-Canéda ;
- du tribunal judiciaire, du tribunal pour enfants, du conseil de prud'hommes et du tribunal de commerce de Bergerac ;
- du pôle Nationalité du tribunal judiciaire de Périgueux (compétent uniquement dans le domaine de la nationalité) ;
- de la cour d'appel et de la  cour administrative d'appel de Bordeaux.

## Population et société

### Démographie
Les habitants de Nadaillac se nomment les Nadaillacois, Nadaillacoises.
L'évolution du nombre d'habitants est connue à travers les recensements de la population effectués dans la commune depuis 1793. Pour les communes de moins de 10 000 habitants, une enquête de recensement portant sur toute la population est réalisée tous les cinq ans, les populations de référence des années intermédiaires étant quant à elles estimées par interpolation ou extrapolation. Pour la commune, le premier recensement exhaustif entrant dans le cadre du nouveau dispositif a été réalisé en 2007.

En 2022, la commune comptait 376 habitants, en évolution de +2,17 % par rapport à 2016 (Dordogne : +0,37 %, France hors Mayotte : +2,11 %).
| 1793 | 1800 | 1806 | 1821 | 1831 | 1836 | 1841 | 1846 | 1851 |
| ---- | ---- | ---- | ---- | ---- | ---- | ---- | ---- | ---- |
| 794  | 803  | 741  | 769  | 874  | 838  | 917  | 908  | 912  |

| 1856 | 1861 | 1866 | 1872 | 1876 | 1881 | 1886 | 1891 | 1896 |
| ---- | ---- | ---- | ---- | ---- | ---- | ---- | ---- | ---- |
| 840  | 840  | 911  | 872  | 930  | 929  | 914  | 869  | 812  |

| 1901 | 1906 | 1911 | 1921 | 1926 | 1931 | 1936 | 1946 | 1954 |
| ---- | ---- | ---- | ---- | ---- | ---- | ---- | ---- | ---- |
| 734  | 699  | 647  | 544  | 512  | 496  | 488  | 437  | 380  |

| 1962 | 1968 | 1975 | 1982 | 1990 | 1999 | 2006 | 2007 | 2012 |
| ---- | ---- | ---- | ---- | ---- | ---- | ---- | ---- | ---- |
| 313  | 308  | 296  | 304  | 285  | 341  | 339  | 339  | 341  |

| 2017 | 2022 | - | - | - | - | - | - | - |
| ---- | ---- | - | - | - | - | - | - | - |
| 376  | 376  | - | - | - | - | - | - | - |

### Manifestations culturelles et festivités
- Fête votive, fin mai sur trois jours[54].

## Économie

### Emploi
En 2015, parmi la population communale comprise entre 15 et 64 ans, les actifs représentent 155 personnes, soit 43,1 % de la population municipale. Le nombre de chômeurs (quinze) a diminué par rapport à 2010 (vingt) et le taux de chômage de cette population active s'établit à 9,9 %.

### Établissements
Au 31 décembre 2015, la commune compte quarante-trois établissements, dont dix-sept au niveau des commerces, transports ou services, onze dans l'agriculture, la sylviculture ou la pêche, sept relatifs au secteur administratif, à l'enseignement, à la santé ou à l'action sociale, six dans la construction, et deux dans l'industrie.

## Culture locale et patrimoine

### Lieux et monuments
- Tilleul (arbre de liberté de la commune) datant de la Révolution situé au Barry.
- La rue Noire avec les armoiries du Prince Noir d'Angleterre.
- L'église romane Saint-Denis de Nadaillac, XIIe siècle, inscrite au titre des monuments historiques  en janvier 1948[58].
- La tour de Chanet, le cadran solaire, XIe siècle.
- Chapelle Sainte-Marie-Madeleine de Chambrazès, XIe siècle.

### Personnalités liées à la commune
- Michel Bousquet médecin, décédé à Paris le 5 mars 1828. Médecin à Paris, il lègue par testament le 16 mars 1827 à la fabrique de Nadaillac (Dordogne) « tous les livres et manuscrits de piété qui m'appartiendront à mon décès et tous ceux qui y seront ajoutés avec l'argent que produira la vente de mes livres de médecine et les autres livres qui ne concernent pas la religion... désirant ardemment que mes co-paroissiens deviennent aussi pieux que l'étaient nos bons aïeux. Je donne et lègue en toute propriété à perpétuité ma maison avec le jardin attenant, que j'ai dans le bourg dud(it) Nadaillac, à la fabrique dud(it) Nadaillac, pour être employé uniquement à une école pour les garçons et une pour les filles de la dite paroisse de Nadaillac... Je donne et lègue de plus à la fabrique de Nadaiilac, en toute propriété et à perpétuité, cinquante francs de rente perpétuelle... pour aider à favoriser et à entretenir la dite école... »
- Jean Veysset, maire de Nadaillac pendant 48 ans, fut élu en 1953 à l'âge de 26 ans, ce qui en faisait le plus jeune maire de France[59].

### Distinctions culturelles
Nadaillac  fait partie des communes ayant reçu en 2010 l’étoile verte espérantiste, distinction remise aux maires de communes recensant des locuteurs de la langue construite espéranto[réf. nécessaire].

### Héraldique
| Blason de Nadaillac | Blason  | D'azur à l'épée haute d'argent accostée de deux lions affrontés d'or ; au chef d'or chargé d'une étoile d'azur. Devise / Cri1099 - Nadaillac - 2004 |
| Blason de Nadaillac | Détails | L'épée est celle des armes de la famille Esclafer de Laforce, les lions sont ceux présents sur le linteau de porte d'une maison de la rue Noire et l'étoile de Noël renvoie au nom de la commune : le « domaine de Noël » (ou Natalius en gallo-roman, Nadal en occitan). Création de Jean-René Bousquet adoptée en 2004. |

## pour approfondir